# Catenicella utriculus
Catenicella utriculus är en mossdjursart som beskrevs av William MacGillivray 1884. Catenicella utriculus ingår i släktet Catenicella och familjen Catenicellidae. Inga underarter finns listade i Catalogue of Life.